# 北見幌別川
北見幌別川（きたみほろべつがわ）は、北海道北部の宗谷総合振興局管内を流れオホーツク海に注ぐ二級河川である。良好な公共用水域のBOD(生物化学的酸素要求量)測定結果から、清流としても知られている。

## 地理
北海道宗谷総合振興局枝幸郡枝幸町と上川総合振興局中川郡音威子府村の境界にある屋根棟山に源を発し、枝幸町内を東に貫流してオホーツク海に注ぐ。流域面積のうち86%が山地となっており、河口部には枝幸町指定文化財（史跡）の「幌別川川尻チャシ」がある。

## 名称の由来
アイヌ語のポロ・ベッ「大きい・川」に由来し、これに旧国名の北見を冠したもの。。

## 流域の自治体
北海道
宗谷総合振興局 - 枝幸郡枝幸町

## 主な支流
- 上流川
- ポンポロベツ川
- ポウルンベツ川
- ペヤマン川
- 毛登別川
- オムロシュベツ川
- ペンケナイ川
- パンケナイ川
- ケモマナイ川
- ニシナイ川

## 主な橋梁
- 本幌別橋 - 北海道道220号歌登咲来停車場線
- 第2本幌別橋 - 北海道道764号本幌別上毛登別線
- 共栄橋
- 祥雲橋 - 北海道道220号歌登咲来停車場線
- 幸橋 - 北海道道220号歌登咲来停車場線
- 君影橋 - 北海道道12号枝幸音威子府線
- 弥生橋 - 北海道道12号枝幸音威子府線
- 上幌別橋
- 歌登橋 - 北海道道120号美深中頓別線
- 歌登大橋
- 下幌別橋
- 幌別橋 - 国道238号